# Erigone albescens
Erigone albescens är en spindelart som beskrevs av Banks 1898. Erigone albescens ingår i släktet Erigone och familjen täckvävarspindlar. Inga underarter finns listade i Catalogue of Life.